# Varmetro
Il varmetro è uno strumento per la misura della potenza elettrica reattiva generata su una sezione di una linea elettrica. 
Nei circuiti elettrici in regime di corrente e tensione alternate, la potenza complessiva è data dalla combinazione di due contributi distinti: 
1. la potenza attiva, misurata in Watt, responsabile della stragrande maggioranza dei fenomeni visibili (calore, sollevamento di carichi, ecc.)
2. la potenza reattiva, in quadratura (sfasata di 90°) rispetto alla potenza attiva, misurata in voltampere reattivi o VAR (dimensionalmente uguale al watt), responsabile dei campi elettromagnetici variabili sfruttati nel funzionamento dei motori elettrici e di altri fenomeni secondari.

Per la misura dei due contributi di potenza si usano strumenti differenti: per la potenza attiva si usa il wattmetro mentre per la potenza reattiva si usa il varmetro.

## Definizione
La potenza reattiva {\displaystyle Q} generata da un circuito elettrico è un parametro così definito:
{\displaystyle Q=V_{\mathrm {eff} }I_{\mathrm {eff} }\cdot \sin \varphi }
dove:
- Veff = valore efficace di tensione
- Ieff= valore efficace di corrente
- {\displaystyle \phi } = sfasamento tra tensione e corrente.

Va osservato che la potenza reattiva è massima in valore assoluto quando tensione e corrente sono in quadratura ({\displaystyle \phi } = 90° o 270°) mentre si annulla quando il fattore {\displaystyle \sin \phi } è pari a zero, ossia quando tensione e corrente sono in fase ({\displaystyle \phi } = 0°) o in controfase ({\displaystyle \phi } = 180°). 
Nel caso di tensione e corrente continua lo sfasamento si considera pari a zero da cui si conclude che in questo caso la potenza reattiva è sempre nulla (come confermato anche sul piano dei fenomeni fisici associati a questo parametro). Per questo motivo il varmetro si utilizza esclusivamente per misure su circuiti in regime di correnti e tensioni alternate.

## Principi e caratteristiche costruttive
Il varmetro ideale è il modello teorico, costituito da due bipoli separati elettricamente che si influenzano magneticamente. Un circuito è denominato voltmetrico, con tutti i requisiti relativi (vedi voltmetro) e l'altro circuito è denominato amperometrico, con tutti i requisiti relativi (vedi amperometro).
I dispositivi reali usano il principio del varmetro ideale ma ne approssimano il funzionamento e sono realizzati secondo varie modalità tecnologiche.
Lo strumento è in grado di misurare la potenza reattiva tramite la misura contemporanea dei valori di tensione, corrente e sfasamento tra tensione e corrente. Per quanto da un punto di vista matematico e teorico sarebbe possibile ottenere lo stesso risultato misurando separatamente la tensione (con un voltmetro), la corrente (con un amperometro) e lo sfasamento (con un cosfimetro e poi sfruttando le relazioni trigonometriche), nella realtà questo procedimento non si usa sia per la sua complessità sia per il fatto che la misura sarebbe affetta da un errore complessivo pari alla combinazione degli errori dei singoli strumenti.
I meccanismi di costruzione usati per i varmetri sono tali per cui lo strumento, analogamente ai wattmetri, è estremamente sensibile a correnti e tensioni eccessive, che ne possono provocare la morte silenziosa, fenomeno per cui lo strumento viene danneggiato in modo distruttivo senza che si osservino fenomeni di fondo scala o altre manifestazioni evidenti al momento del danneggiamento. Per tale motivo è necessario utilizzare il varmetro in accoppiata con un voltmetro e un amperometro che hanno lo scopo di tenere sotto controllo eventuali sovratensioni o sovracorrenti dannose.
Come per gli altri strumenti di misura, i parametri fondamentali che caratterizzano la qualità di un varmetro sono tre:
- la classe di precisione, o semplicemente classe, espressa in forma numerica; uno strumento è tanto più preciso quanto il valore della sua classe è basso
- la portata, ovvero il massimo valore misurabile
- la risoluzione, ovvero il minimo valore misurabile con certezza.

Un altro parametro non meno importante è la tensione di isolamento.

## Tipi di varmetro

### Varmetro elettrodinamico
Questo strumento deriva direttamente dal corrispondente wattmetro elettrodinamico, con la sola differenza che la coppia motrice, invece di essere proporzionale al coseno dell'angolo, tra tensione e corrente, è proporzionale al seno dello stesso angolo (misura in quadratura).
Per poter ottenere questo risultato è sufficiente fare in modo che la corrente circolante nel circuito voltmetrico sia sfasata di un angolo retto in ritardo. Questo si ottiene inserendo in serie al circuito corrispondente un'induttanza di valore adeguato, per cui la coppia motrice si ottiene dalla relazione:
{\displaystyle C_{m}=K\cdot V\cdot I\cdot \cos {\left(90^{\circ }-\phi \right)}=K\cdot V\cdot I\cdot \sin \phi =K\cdot Q}
dove:
- {\displaystyle C_{m}} = Coppia motrice
- K = costante dipendente dallo strumento (dipende dalle caratteristiche costruttive)
- V = valore efficace di tensione
- I = valore efficace di corrente
- {\displaystyle \phi } = angolo di sfasamento tra tensione e corrente

### Varmetro elettronico
Esistono varmetri elettronici con visualizzazione sia analogica sia digitale.

### Varmetro ad induzione
Questo strumento deriva direttamente dal corrispondente tipo di wattmetro, con tutti i pregi e tutti i difetti. Dato che la coppia motrice è proporzionale al seno dell'angolo tra i flussi magnetici che i due elettromagneti producono, basta rendere i flussi magnetici che agiscono sul disco di alluminio proporzionali alla tensione di alimentazione ed alla corrente circolante.

### Varmetro ad alto fattore di potenza
Per le misure su circuiti ad alto fattore di potenza non si possono utilizzare i varmetri descritti e si deve ricorrere a metodi indiretti, anche se teoricamente possono esistere dei varmetri che, come i corrispondenti wattmetri, possiedono la coppia antagonista, quella creata dalla molla, indebolita anche di 10 volte.

### Varmetro trifasi
Anche in questo caso, si ricorre al metodo indiretto, anche se esistono dei varmetri trifasi. Basta accoppiare meccanicamente più equipaggi monofasi  e collegare elettricamente gli strumenti in modo che siano in inserzione Aron.